# انور پرویز
انور پرویز (اردو: انور پرویز) (زاده ۱۹۳۵) کارآفرین، سرمایه‌دار، بازرگان و مدیر ارشد اجرایی پاکستانی است، که در حال حاضر به‌عنوان مدیر عامل اجرایی و رئیس هیئت مدیره گروه بست‌وی فعالیت می‌کند. وی هم‌اکنون (۲۰۱۵) با دارایی خالص بیش از ۱٫۵ میلیارد دلار، ثروتمندترین فرد پاکستان می‌باشد.